# Brastads socken
Brastads socken i Bohuslän ingick i Stångenäs härad, ingår sedan 1971 i Lysekils kommun och motsvarar från 2016 Brastads distrikt.
Socknens areal är 53,01 kvadratkilometer, varav land 52,61. År 2000 fanns här 1 718 invånare. Tätorterna Rixö och Brastad med sockenkyrkan Brastads kyrka ligger i socknen. 

## Administrativ historik
Brastads socken har medeltida ursprung. 
Vid kommunreformen 1862 övergick socknens ansvar för de kyrkliga frågorna till Brastads församling och för de borgerliga frågorna bildades Brastads landskommun. Landskommunen inkorporerades 1952 i Stångenäs landskommun som 1971 uppgick i Lysekils kommun.  1 januari 2023 uppgick församlingen i Lysekils norra församling.
1 januari 2016 inrättades distriktet Brastad, med samma omfattning som församlingen hade 1999/2000.
Socknen har tillhört län, fögderier, tingslag och domsagor enligt vad som beskrivs i artikeln Stångenäs härad. De indelta soldaterna tillhörde Bohusläns regemente, Stångenäs kompani och de indelta båtsmännen tillhörde 1:a Bohusläns båtsmanskompani.

## Geografi och natur
Brastads socken ligger nordost om Lysekil på Stångenäset med Gullmarsfjorden i söder och Brofjorden i norr och omfattar några öar. Socknens har odlingsbygd i tränga dalar mellan bergsplatåer.
Brastads socken omvandlades från småbruksbygd till industribygd under slutet av 1800-talet. Då öppnades ett flertal stenbrott för export av sten till stadsbyggnation över hela Europa, och mängder av stenhuggare från andra delar av Sverige flyttade till bygden.
Det största stenbrottet låg i Rixö, där också de flesta stenhuggarna bosatte sig.
I samband med depressionen på 1930-talet kom stenindustrin i det närmaste att raderas ut, med arbetslöshet och utflyttning som följd, men så småningom etablerades annan industri i trakten.
I socknen finns två naturreservat: Ryxö och Stora Bornö,  den största ön i Gullmarsfjorden. Dessutom finns två naturvårdsområden: Broälven som delas med Bro socken samt Gullmarn som ingår i EU-nätverket Natura 2000 och delas med Bro, Lyse, Lysekils och Skaftö socknar i Lysekils kommun, Morlanda socken i Orusts kommun, Dragsmarks, Bokenäs och Skredsviks socknar i Uddevalla kommun samt Foss socken i Munkedals kommun.
Sätesgårdar var Holma säteri och Torps herrgård.

## Fornlämningar

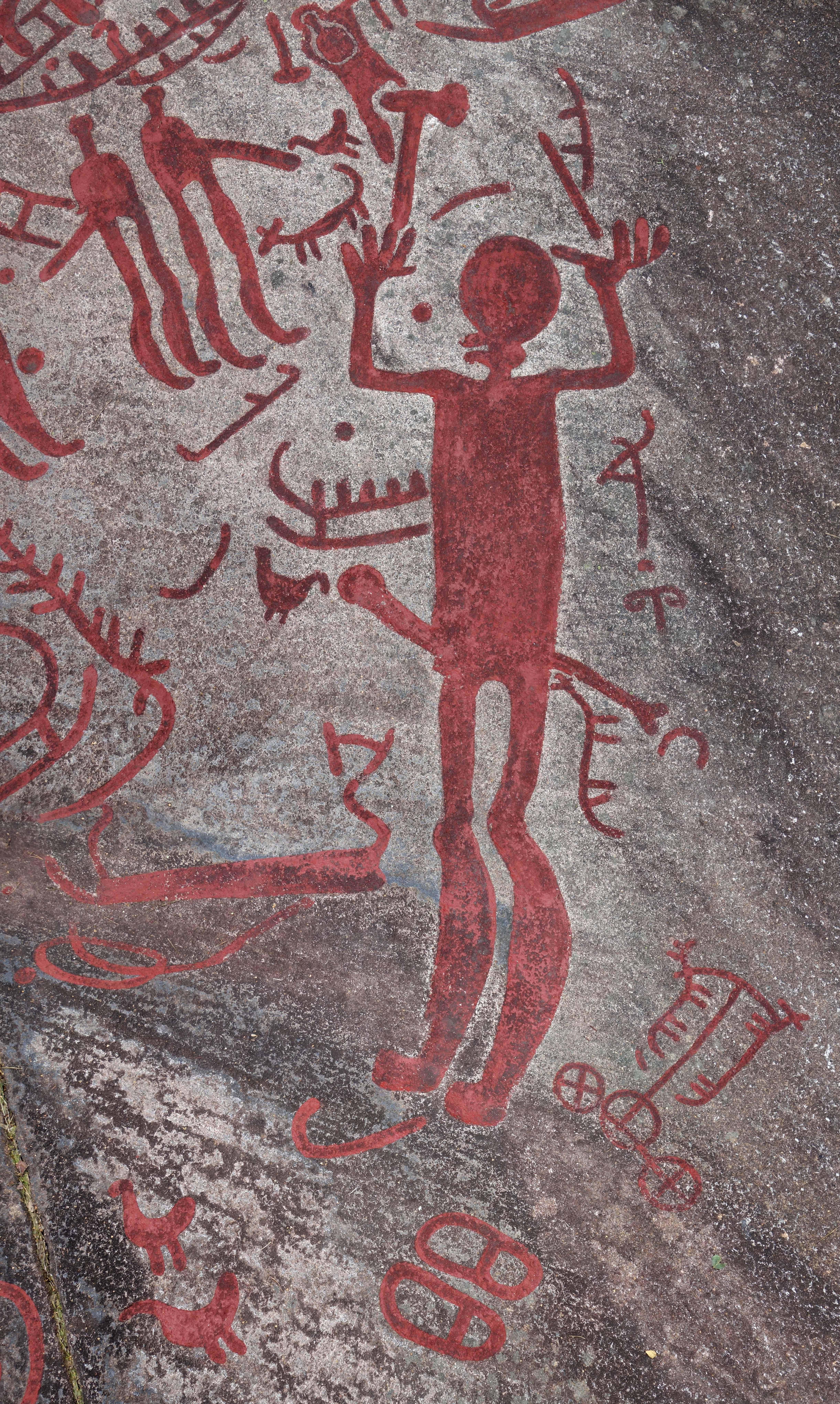
Hällristningen "Skomakaren" i Backa hällristningsområde.

Flera boplatser, en dös och tre gånggrifter från stenåldern har påträffats. Från bronsåldern finns flera gravrösen och ett 80-tal hällristningar i Backa hällristningsområde. Från järnåldern finns 200 gravar på flera gravfält. Vindbräckastenen är Skandinaviens högsta bautasten.

## Befolkningsutveckling
Befolkningen ökade från 1240 1810 till 4070 1930 varefter den minskade till 2796 1960 då den var som lägst under 1900-talet. 1990 hade befolkningen på nytt ökat till 3363.

## Namnet
Namnet skrevs 1391 Bragesätre och kommer från kyrkbyn. Efterleden innehåller säter, 'utmarksäng'. Förleden innehåller möjligen et mansnamn Braghi, troligare dock ett ånamn, Braga som innehåller braga, 'flamma, lysa'.
Förr skrevs namnet Brasetters socken.

### Videoproduktioner
- Folke Karlsson, Brastad Sjöman och byggnadsarbetare. Lysekil: Fredh & Lipkin. 1992. Libris 8427494
- Harry Alm, Brastad om smågatstensproduktionen. Lysekil: Fredh & Lipkin. 1993. Libris 8427186
- Manuel Ferreira, Brastad stenhuggare. Lysekil: Fredh & Lipkin. 1999. Libris 8426012